# Пристое
Пристое (болг. Пристое) — село в Болгарии. Находится в Шуменской области, входит в общину Каолиново. Население составляет 1 064 человека.

## Политическая ситуация
В местном кметстве Пристое, в состав которого входит Пристое, должность кмета (старосты) исполняет Джемил  Шакир Бейти (Движение за права и свободы (ДПС)) по результатам выборов правления кметства.
Кмет (мэр) общины Каолиново — Нида Намыков Ахмедов Движение за права и свободы (ДПС)) по результатам выборов в правление общины.